# Xã Solon, Quận Hettinger, Bắc Dakota
Xã Solon (tiếng Anh: Solon Township) là một xã thuộc quận Hettinger, tiểu bang Bắc Dakota, Hoa Kỳ. Năm 2010, dân số của xã này là 22 người.